# Hjältarna från Ashiya
Hjältarna från Ashiya (engelska: Flight from Ashiya) är en japansk-amerikansk långfilm från 1964 i regi av Michael Anderson, med Yul Brynner, Richard Widmark, George Chakiris och Suzy Parker i rollerna. Filmen baseras på en roman av Elliott Arnold.

## Handling
Ett räddningsplan från amerikanska flottan ger sig ut för att rädda förlista japaner till sjöss. Under färden får man i flashbacks uppleva tidigare händelser i besättningsmännens liv.

## Rollista
| Yul Brynner        | – TSgt. Mike Takashima      |
| Richard Widmark    | – L:t. Col. Glenn Stevenson |
| George Chakiris    | – 2nd Lt. John Gregg        |
| Suzy Parker        | – Lucille Caroll            |
| Shirley Knight     | – Caroline Gordon/Stevenson |
| Danièle Gaubert    | – Leila                     |
| Eiko Taki          | – Tomiko                    |
| Joe Di Reda        | – SSgt. Randy Smith         |
| Mitsuhiro Sugiyama | – Charlie                   |
| E.S. Ince          | – Capt. Walter Mound        |
| Andrew Hughes      | – Dr. Horton                |
| William Ross       | – Capt. Jerry Cooper        |

## Produktioner
Producerades i Japan 1963 under titeln Ashiya Kara no Hiko.